# (2349) Kurchenko
(2349) Kurchenko (1970 OG) – planetoida z pasa głównego asteroid okrążająca Słońce w ciągu 4,62 lat w średniej odległości 2,77 au. Odkryta 30 lipca 1970 roku.